# Juan García Loaysa
Juan García de Loaysa y Mendoza (Talavera de la Reina, 1478 – Madrid, 22 aprile 1546) è stato un cardinale e arcivescovo cattolico spagnolo.

## Biografia
Di nobile famiglia, nacque a Talavera de la Reina nel 1478 da Pedro de Loaysa Catalina de Mendoza. Entrò nell'Ordine domenicano. Studiò nei conventi domenicani di Avila e Valladolid, raggiungendo il titolo di "maestro in teologia". Divenne poi Padre provinciale dell'Ordine per la Spagna. Divenne nel 1518 Maestro Generale dell'ordine dei predicatori, carica che ricoprì per sei anni. Fu molto devoto alla preghiera del rosario, favorendo una gran diffusione delle confraternite del Santo Rosario. Punì severamente quattro confratelli che si erano fatti promotori della rivolta dei comuneros. Fu molto contestato per la sua severità, che molti ritenevano eccessiva. 
Nominato confessore dell'imperatore Carlo V, lasciò la carica di Maestro Generale, ritenendola incompatibile con quella di confessore dell'imperatore. Nel 1524 divenne vescovo di Osma, carica che mantenne fino al 1532, allorché fu trasferito alla sede episcopale di Sigüenza. Lasciò Sigüenza nel 1539, assumendo la carica di arcivescovo di Siviglia, che mantenne fino alla morte. Nel 1524 fu nominato Presidente del Consejo Real y Supremo de las Indias (Consiglio Reale e Supremo delle Indie), carica che implicava una grandissima autorità sulle colonie e sostituiva quella dell'imperatore durante i periodi della sua assenza dalla Spagna; egli la tenne fino alla morte. 
Durante questo periodo egli approvò le rimostranze di Bartolomé de Las Casas e soppresse le encomienda. Ebbe in America un ruolo anche più propriamente religioso visto che le nuove diocesi americane furono, fino al 1546, suffraganee dell'arcidiocesi di Siviglia.
Papa Clemente VII lo elevò al rango di cardinale nel concistoro del 9 marzo 1530, con il titolo di cardinale presbitero di Santa Susanna.
Non partecipò al conclave del 1534 che elesse papa Paolo III.
Morì il 22 aprile 1546 all'età di 68 anni.

## Genealogia episcopale
La genealogia episcopale è:
- Arcivescovo Alfonso de Fonseca y Ulloa
- Cardinale Juan García Loaysa, O.P.